# واکنش هارپون
واکنش‌های هارپون نوعی واکنش شیمیایی اند که میان دو ماده ای تشکیل می‌شوند که یکی (معمولاً یک فلز) مستعد تشکیل کاتیون است و دیگری (معمولاً یک هالوژن) مستعد تشکیل یک آنیون است.
نکتهٔ این واکنش‌ها این است که معمولاً سریع تر از آنچه توسط نظریهٔ برخورد پیشبینی می شود روی می‌دهند.

## نمونه
به طور کلی:
- Rg + X2 + hν → RgX + X,[۲]

که در آن Rg یک گاز نجیب و X یک هالوژن است.
- Ba...FCH3 + hν → BaF(*) + CH3[۳]
- K + CH3I → KI + CH3[۴]